# Volvo 480
De Volvo 480 is een sportieve coupé gebouwd door Volvo tussen 1986 en 1995. De 480 is onder leiding van Rob Koch door John de Vries ontworpen op de stylingafdeling van Volvo Car (later NedCar) in Helmond en werd gebouwd door de fabriek van dit bedrijf in Born. Met de Volvo 480 introduceerde Volvo verschillende innovaties.

## Ontwikkeling
Aan het eind van de jaren '70 had Volvo te kampen met een ietwat bezadigd imago en begon met het ontwikkelen van een kleinere en zuinige Volvo, vooral gericht op de Amerikaanse markt. Onder de projectnaam G13 (later veranderd in Galaxy) ontwikkelde Volvo de 480 ES. Voor het model van de 480 zijn door verschillende ontwerpstudio's meerdere ontwerpen gemaakt. De uiteindelijke versie is getekend door de Nederlander John de Vries onder leiding van Rob Koch. Dit ontwerp werd verkozen boven de andere ontwerpen van Bertone, Coggiola en Volvo's eigen ontwerpafdeling in Zweden. De ontwerpers hebben zich vooral laten inspireren door de legendarische Volvo P1800 en de futuristische Reliant Scimitar.

## Presentatie
In maart 1986 werd de auto aan het publiek gepresenteerd op de Autosalon van Genève. Het was de bedoeling van Volvo de nieuwe Volvo 700-serie, die tegelijkertijd geïntroduceerd werd, prominent onder de aandacht te brengen, maar de pers stortte zich vooral op de bijna futuristisch vormgegeven Volvo 480. De 480 ES zag er sportief uit met zijn aerodynamische neus met inklapbare koplampen en lange daklijn, maar het was geen pure sportwagen, het was eerder een sportieve coupé. 
De 480 ES was een vooruitstrevend model en Volvo's eerste voorwielaangedreven auto. Zo had hij als een van de eerste personenauto's een digitaal informatiecentrum waarop allerlei gegevens waren af te lezen, zoals temperaturen van olie, water en buitenlucht, actieradius, de resterende hoeveelheid benzine en het benzineverbruik. Een ander nieuw concept was de motorkap van fiberglas, die uiteindelijk zwaarder bleek dan een metalen motorkap. In de pers werden vooral de goede rijeigenschappen geroemd.

## Kenmerken
De Volvo 480 had en heeft verschillende unieke kenmerken. Naast de al genoemde carrosserievorm met de bijzondere daklijn, de klapkoplampen en het elektronische informatiecentrum, waren dat onder andere de karakteristieke achterklep, de achterbank met twee separate stoelen, en het materiaalgebruik met zowel ruim gebruik van versterkt en verzinkt staal, als aluminium en kunststof. 
Het model heeft in verschillende landen designprijzen gewonnen. In autotesten werden als positieve punten vooral genoemd: de wegligging en rij- en stuureigenschappen, de remmen, het gunstige brandstofverbruik, het luxe uitrustingsniveau en het ergonomische dashboard. Inherent aan het type auto is de beperkte bagageruimte, hoewel die wel vergroot kan worden door de achterstoelen om te klappen. In de praktijk blijken alle motoren ook na vele jaren en kilometers zeer betrouwbaar. De elektronica daarentegen kan storingsgevoelig blijken. De carrosserie bleek goed roestbestendig, maar met het verstrijken der jaren geven met name de achterste wielkasten problemen.

## 400-serie
De 480 was voor Volvo het eerste model binnen een reeks kleinere, voorwielaangedreven gezinsauto's: de 400-serie. De serie werd later aangevuld met de 440 en de 460. Alle 400-modellen zijn gebouwd op hetzelfde onderstel en delen veel onderdelen. De productie liep van 1986 tot en met 1995. De 400-serie was de voorlaatste uit de reeks in Nederland (Born) geproduceerde Volvo-modellen. In totaal werden 76.375 exemplaren van de 480 geproduceerd. Een cabriolet-versie van de 480 heeft het productiestadium nooit gehaald.
De 480 was vooral een experimentele auto, het was de eerste Volvo met voorwielaandrijving en vanuit de reeds bestaande samenwerking met Renault is het concept van de Renault 9 overgenomen en verder uitgewerkt. Verder heeft de 480 tal van elektronische snufjes, zoals een boordcomputer met een elektronisch infocentrum die brandstofverbruik en actieradius weergeeft en oprijlaanverlichting, die de verstralers 30 seconden laat branden. De 480 is mede ontwikkeld voor de Amerikaanse markt, om aan de strenge eisen van de NHTSA te voldoen kunnen de bumpers een botsing van 5 mph (8 km/h) weerstaan en om de benodigde lichthoogte te halen zijn er opklap-koplampen toegepast, de 480 is de enige Volvo ooit die dergelijke koplampen heeft. 
Maar door de ongunstige wisselkoers, het gedurfde ontwerp dat niet op waardering van de Amerikaanse autokoper hoefde te rekenen, de tegenvallende kwaliteit en daarmee verwachte reputatieschade voor Volvo is hij daar uiteindelijk nooit op de markt gebracht. Daarentegen verliep de verkoop in de Europese landen boven verwachting. Tegenwoordig is de Volvo 480 nog steeds een zeldzame eye-catcher op de weg. Anno 2015 rijden er nog zo'n 1100 480's rond in Nederland. Rijders hebben zich verenigd in het Nederlandse Volvo 480-Register en de internationale Volvo 480 Club Europe. Andere landen kennen soortgelijke verenigingen.

## Galerij

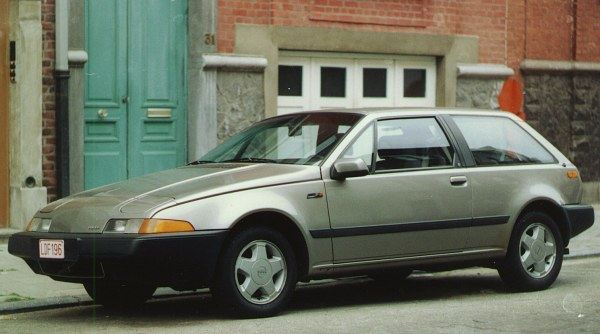
Volvo 480ES (1988)
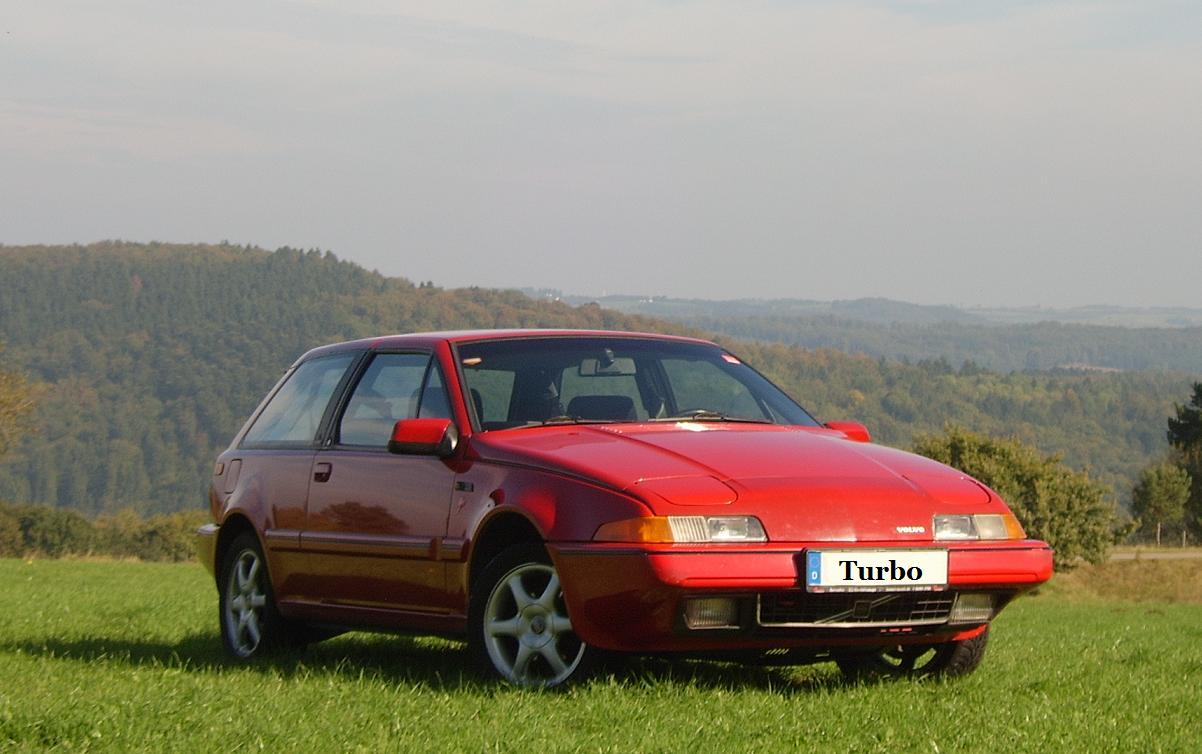
480 Turbo (1990) in bergweitje
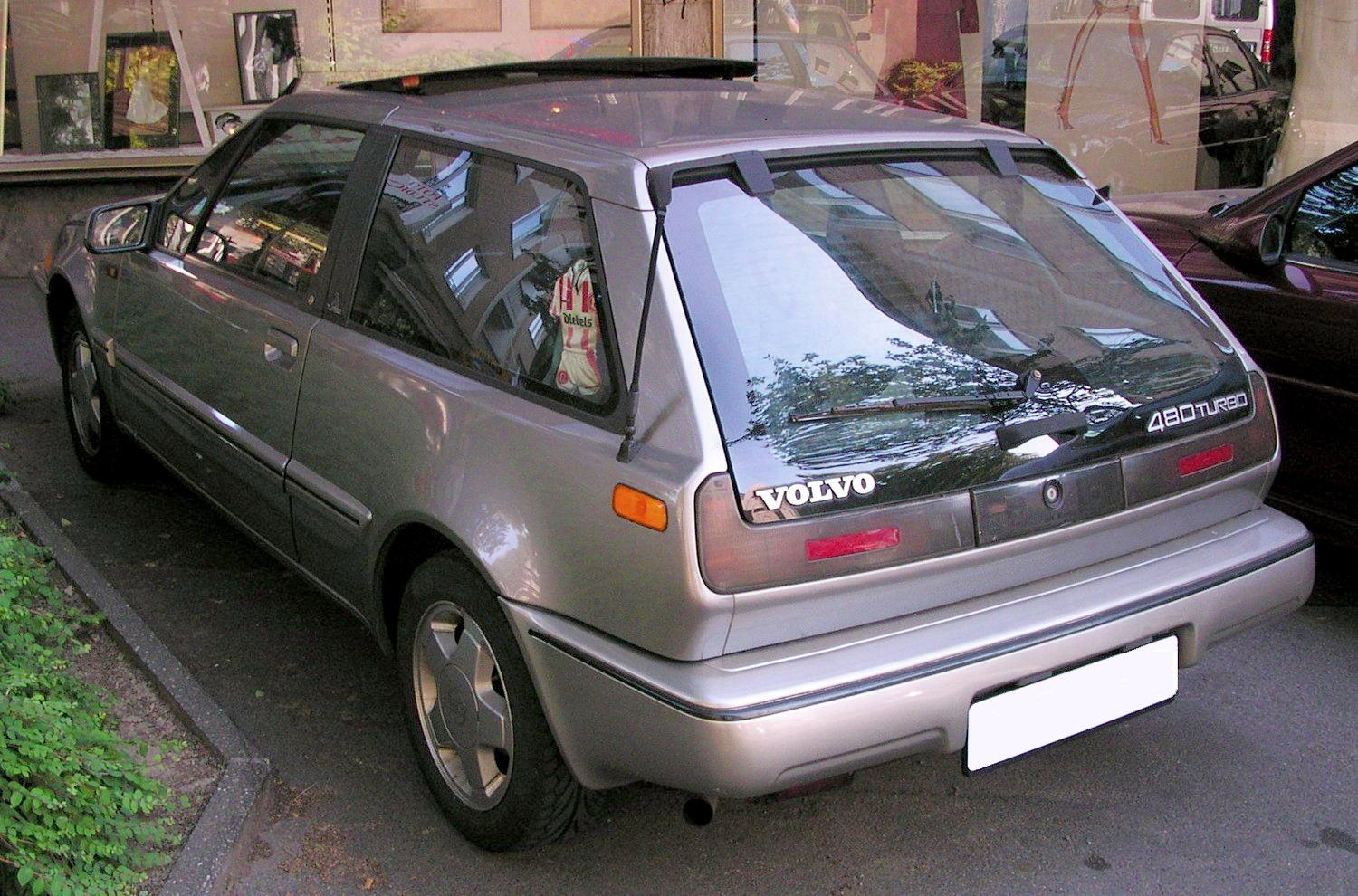
Achterkant van een 480 Turbo
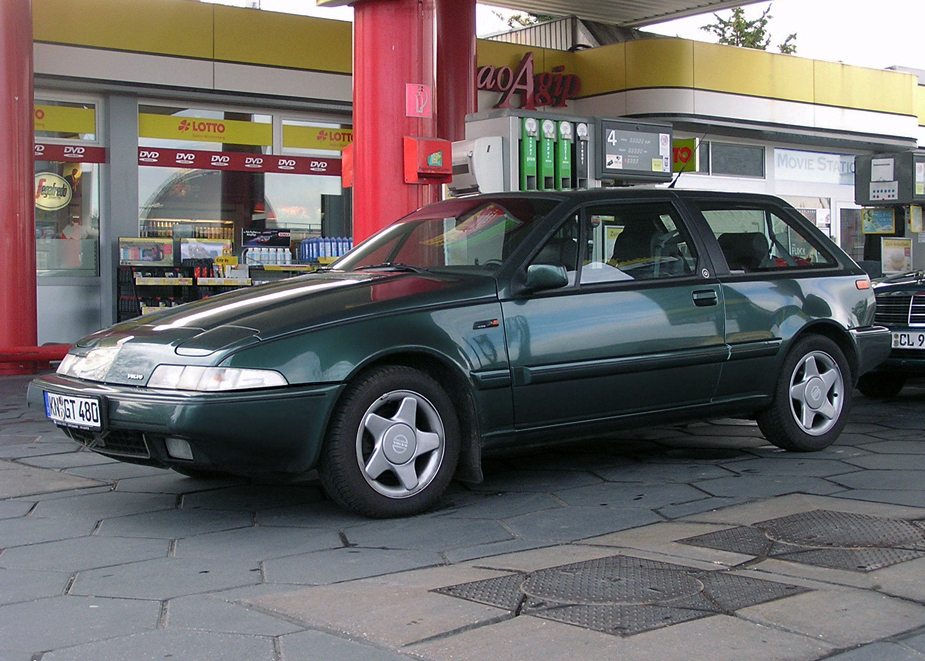
Volvo 480GT in "dark green metallic" (1994)
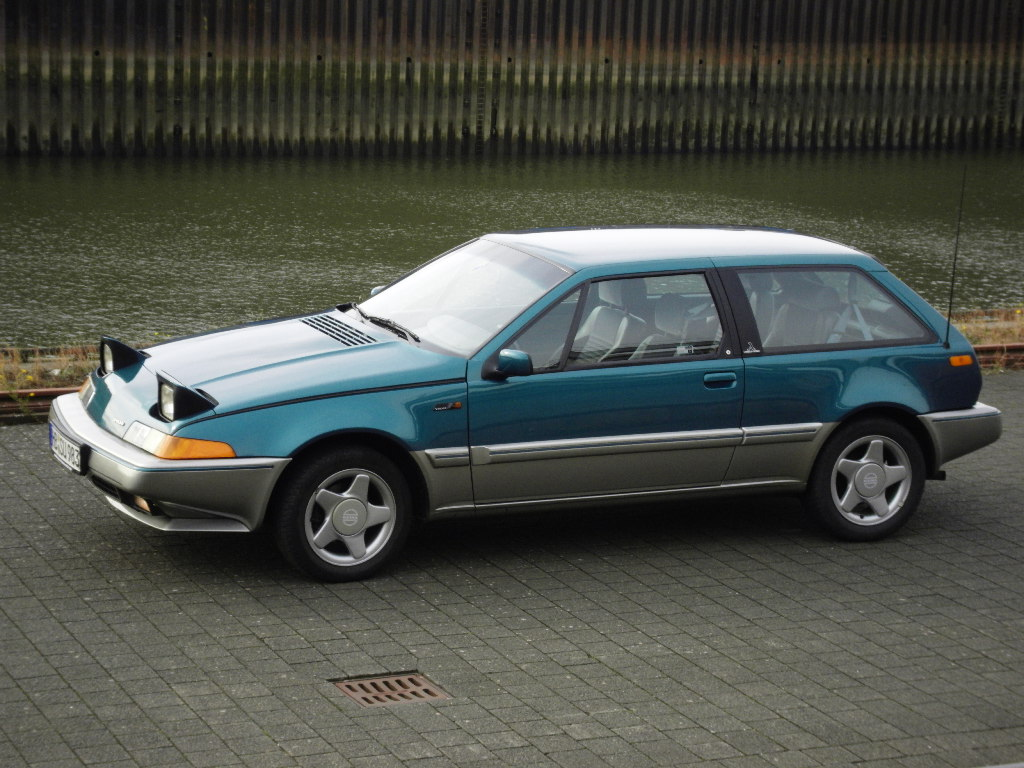
Volvo 480 TwoTone met opengeklapte koplampen
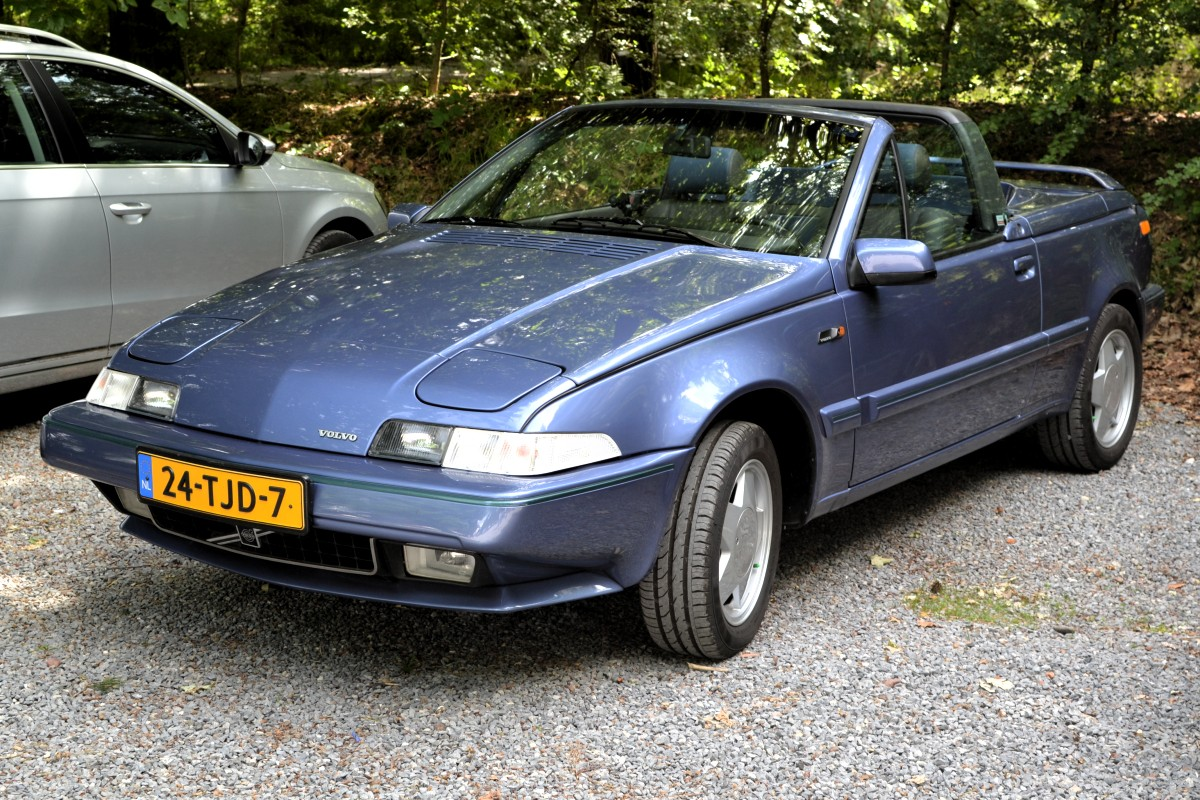
Volvo 480 Cabriolet

## Technische gegevens
De Volvo 480 is verkrijgbaar geweest met een 1,7 l-injectiemotor, een 2,0 l-injectiemotor en een 1,7 l-turbomotor, goed voor topsnelheden van 190 tot 205 km/u. De auto is in Nederland verkrijgbaar geweest in de uitvoeringen S, ES, Turbo, GT en GT Turbo.
|                     | 1.7                                                                    | 1.7                                                                    | 1.7 Turbo                                                                            | 2.0                                                                    |
| Model               | ES, S                                                                  | ES, S                                                                  | TURBO, GT TURBO                                                                      | ES, S, GT                                                              |
| Modeljaren          | 1986–1989                                                              | 1989-1992                                                              | 1988–1995                                                                            | 1993–1995                                                              |
| Motortypenummer     | B18E                                                                   | B18F/EP/FP                                                             | B18FT/B18FTM                                                                         | B20F                                                                   |
| Motortype           | 1721 cm³ 4-cilinder-ottomotor met multipoint-injectie, dwars ingebouwd | 1721 cm³ 4-cilinder-ottomotor met multipoint-injectie, dwars ingebouwd | 1721 cm³ 4-cilinder-ottomotor met multipoint-injectie en turbolader, dwars ingebouwd | 1998 cm³ 4-cilinder-ottomotor met multipoint-injectie, dwars ingebouwd |
| Octaangetal benzine | 95 RON; loodhoudend toegestaan bij 109 pk motor                        | B18F: 91 RON loodvrij B18EP/FP: 95 RON loodvrij                        | 95 RON loodvrij (FTM: loodhoudend toegestaan)                                        | 95 RON loodvrij                                                        |
| Vermogen            | 78-80 kW (106-109 pk)                                                  | 70-76 kW (95-102 pk)*                                                  | 88 kW (120 pk) bij 5400/min                                                          | 80 kW (109 pk) bij 5000/min                                            |
| Max. koppel         | 140 Nm bij 4100/min                                                    | 140 Nm bij 4100/min                                                    | 175 Nm bij 3300/min                                                                  | 165 Nm bij 3500/min                                                    |
| Transmissie         | Renault JC5-versnellingsbak of ZF 4HP14Q 4-traps automaat              | Renault JC5-versnellingsbak of ZF 4HP14Q 4-traps automaat              | Renault JC5-versnellingsbak of ZF 4HP14Q 4-traps automaat                            | Renault JC5-versnellingsbak of ZF 4HP14Q 4-traps automaat              |
| Aandrijving         | Voorwielaandrijving                                                    | Voorwielaandrijving                                                    | Voorwielaandrijving                                                                  | Voorwielaandrijving                                                    |
| Leeggewicht         | 996 kg , max. 1440 kg                                                  | 996 kg , max. 1440 kg                                                  | 1040 kg , max. 1455 kg                                                               | 1021 kg , max. 1440 kg                                                 |
| Topsnelheid**       | 190 km/h                                                               | 190 km/h                                                               | 205 km/h                                                                             | 195 km/h                                                               |
| Sprint 0–100 km/h** | 9,5 s                                                                  | 9,5 s                                                                  | 9,0 s                                                                                | 9,5 s                                                                  |

* verschillende uitvoeringen met geregelde katalysator (B18F, 95 pk en B18EP/FP, 102 pk), ongeregelde katalysator (B18E, 106 pk) en zonder katalysator (B18E, 109 pk)

De Volvo B18-motor (1721 cm³) is gebaseerd op de Renault F3N-motor, die o.a. in de Renault 19 (90 pk in de TXE / TXI) en de Renault 5 (94 pk in de GTE) gebruikt werd. De Volvo B20F-motor (1998 cm³) was gebaseerd op de Renault F3R-motor, die o.a. in de Renault Laguna en Renault Espace werd toegepast. De motorblokken van Volvo en Renault zijn gelijk, echter de cilinderkoppen en zuigers zijn specifiek voor de Volvo's.